# Terri Sewell

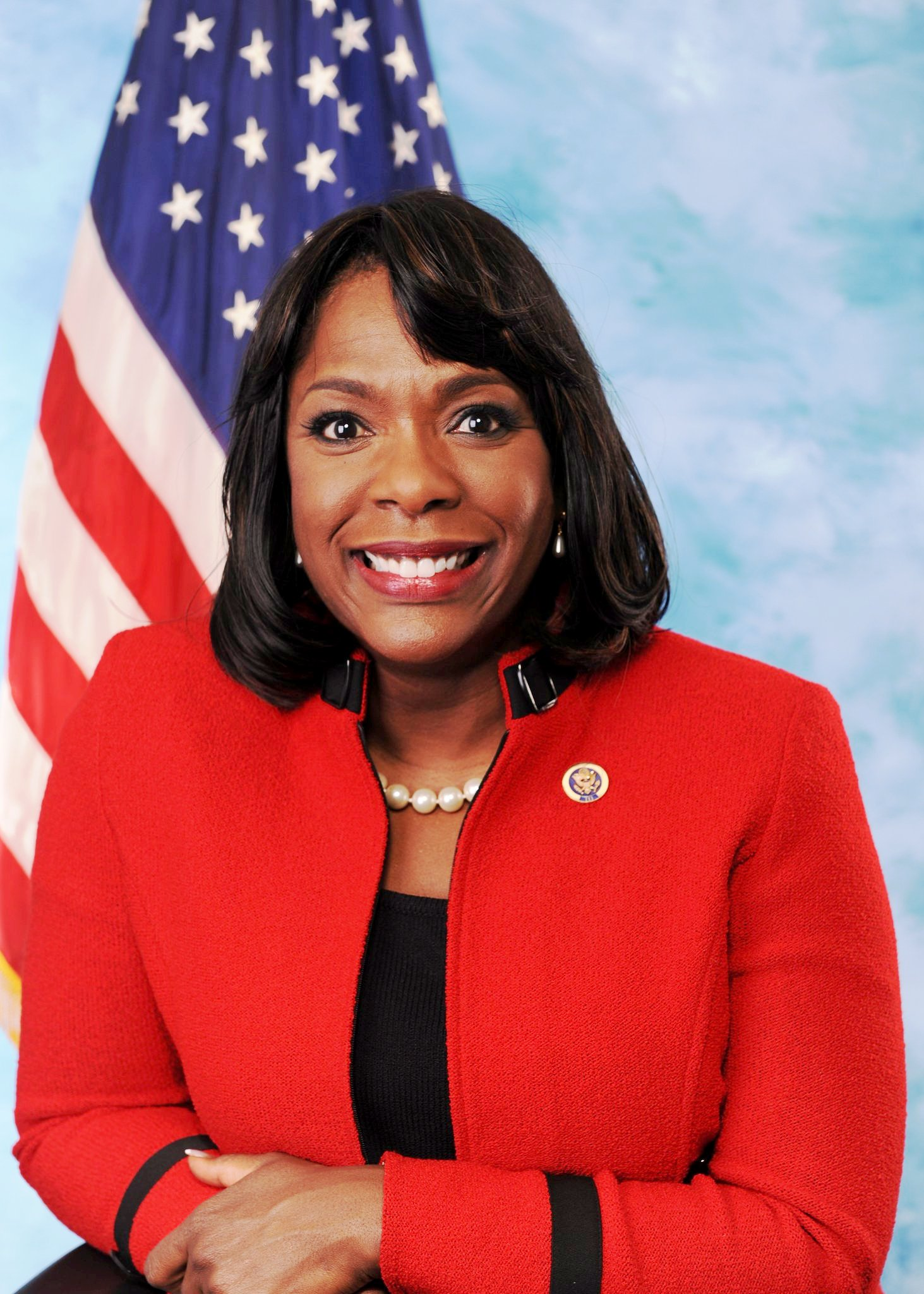
Terri Sewell (2011)

Terrycina Andrea „Terri“ Sewell (* 1. Januar 1965 in Selma, Alabama) ist eine US-amerikanische Politikerin in der Demokratischen Partei und seit 2011 Mitglied des US-Repräsentantenhauses für den Bundesstaat Alabama. Sie ist die erste afroamerikanische Frau in diesem Amt und die einzige Vertreterin der Demokraten von insgesamt sieben Kongressabgeordneten, welche Alabama entsendet.

## Biografie
Terri Sewell ist die Tochter des ehemaligen Trainers Andrew A. Sewell und der ehemaligen Stadträtin und Bibliothekarin Nancy Gardner Sewell, welche dieses Amt als erste Frau innehatte. Ihr Großvater war ein Baptistenprediger.
Sie studierte Rechtswissenschaften an den Universitäten Princeton, Harvard sowie Oxford. Dabei erhielt sie ein Stipendium vom U.S. News & World Report und schloss ihr Studium mit Auszeichnung ab. Im Alter von 25 Jahren schloss sie ihr Studium mit einer Master-Arbeit über die ersten schwarzen Abgeordneten des britischen Parlamentes ab. Während ihrer Studienzeit arbeitete sie für den Kongressabgeordneten Richard Shelby und den Senator Howell Heflin. Sie engagierte sich ab 1992 außerdem in der National Association for the Advancement of Colored People, einer Bürgerrechtsorganisation für Afroamerikaner.
Ab dem Jahr 1994 arbeitete sie als Rechtsanwältin bei der internationalen Kanzlei Davis Polk & Wardwell an der Wall Street, wo sie für die Bereiche Finanzen und Kapitalmärkte zuständig war. 2004 wechselte sie zur Kanzlei Maynard, Cooper, & Gale, P.C., wo sie sich unter anderem für die Rechte von Afroamerikanern einsetzt sowie für die Förderung von Bildungseinrichtungen. Im Jahre 2010 wurde sie in das Repräsentantenhaus der Vereinigten Staaten gewählt und löste dort Artur Davis ab. Sie ist dort als Mitglied im Landwirtschaftsausschuss sowie im Ausschuss für Wissenschaft und Technologie tätig. Nach sieben Wiederwahlen in den Jahren von 2012 bis 2024 kann sie ihr Mandat im Repräsentantenhaus voraussichtlich bis zum  Januar 2027 ausüben. 
Sewell gehört dem protestantischen Glauben an.